# Krigsøkonomi
Krigsøkonomi betegner at en stor del af den økonomiske aktivitet i et land er indrettet til at tilgodese statens militære behov, f.eks. behov for produktion af krigsmateriel eller opretholdelse af en større hær. Det militære behov kan skyldes ønske om oprustning, krigsførelse, besættelse af andre stater eller forsvar af landets interesser.